# Morti nell'840
| Questa pagina contiene informazioni ricavate automaticamente dalle voci biografiche con l'ausilio del template Bio e di un bot. L'aggiornamento è periodico e automatico e ricostruisce completamente la pagina. Se manca una persona in questa lista, sei pregato di non aggiungerla, ma accertati piuttosto che la sua voce biografica contenga il template Bio e che i dati anagrafici siano correttamente compilati. Se il template Bio manca, inseriscilo tu stesso o, in alternativa, metti l'avviso {{tmp\|Bio}} che ne segnala la mancanza. Se i dati riportati sono sbagliati, correggi direttamente la voce biografica; le modifiche saranno visibili in questa lista entro pochi giorni. Per chiarimenti vedi il progetto biografie. La lista contiene solo le 11 persone che sono citate nell'enciclopedia e per le quali è stato implementato correttamente il template Bio. Pagina aggiornata al 13 gen 2025. |

- 14 marzo - Eginardo, storico e architetto franco (n. 775)
- 6 giugno - Agobardo di Lione, arcivescovo spagnolo (n. 769)
- 20 giugno - Ludovico il Pio, imperatore franco (n. 778)
- 22 novembre - Ilduino di Saint-Denis, abate francese
- Andrea II di Napoli, nobile
- Contardo di Napoli, nobile franco
- Junna, imperatore giapponese (n. 786)
- Khan Tuvan, sovrano
- Muhammad al-Taqi, imam arabo
- Radegast III, re obodrita
- Smaragdo di Saint-Mihiel, abate francese (n. 760)